# ExNN
«ExNN» (Эксэнэ́н) — приднестровская рок-группа, основанная в 1999 году. Название происходит от латинской пословицы — Ex Nihilo Nihil Fit. Это означает, что из ничего — ничего не получается. Группа образовалась в 1999 году в Тирасполе.

## История
Группа «ExNN» была основана в 1999 году в столице непризнанной Приднестровской Молдавской Республики. В 2001 году группа выиграла в конкурсе «Музыкальный марафон», и получила право записаться на профессиональной студии. В том же 2001 году группа заняла первое место в Молдове по популярности в независимом интернет-голосовании, организованном «Нашим Радио» в Кишинёве. К 2003 году музыканты расходятся, а в 2004 году возобновляют свои творческие искания в новом составе. В этом же году пришел новый барабанщик Евгений Бердя, заменивший ушедшего Олега Апостола. С 2004 года группа постоянно гастролирует в рамках ближнего зарубежья, а в 2005 году снимается первый серьёзный клип на песню «Внутри».
Позже в 2005 году группа знакомится со Светланой Сургановой, и она приглашает группу сыграть совместные концерты в Москве и Санкт-Петербурге.
Осенью 2007 года прошел локальный фестиваль в Кишинёве, с участием группы «Чайф», на котором ребята получают приглашение на «Старый Новый Рок — 2008». В этом же году группа становится победителем «The Global Battle Of The Bands» в Молдавии, а в декабре 2007 года группа поехала в Лондон на финал международного конкурса «The Global Battle Of The Bands».
В январе 2008 года группа отправляется в Екатеринбург, где получает диплом телеканала A-One на подписание контракта на выпуск альбома. В этом же году из группы уходит Олег Дубин для записи сольного альбома. Его место занимает известный гитарист, бывший участник «Zdob si Zdub» Слава.
В 2010 году группа второй раз становится победителем «The Global Battle Of The Bands» в Молдавии, а 26 февраля 2011 года группа участвовала в финале международного конкурса «The Global Battle Of The Bands», который состоялся в Куала-Лумпуре (Малайзия).

## Состав группы
- Галина Богачева — вокал
- Александр Балинт — гитара
- Александр Мельник — бас
- Евгений Бердя — барабаны

## Дискография

### Студийные альбомы
- 2006 — Внутри[8]
- 2007 — Inside

### Видеоклипы
- Внутри
- Дети воды

## Саундтреки к фильмам
- Молодые и злые (сериал) — песня «Движение — смерть»